# 세정중학교
세정중학교(世正中學校)는 대한민국 경기도 여주시 세종대왕면 매류리에 있는 사립 중학교이다.

## 학교 연혁
- 1949년 2월 16일 : 재단법인 세광학원 설립 인가
- 1955년 2월 26일 : 능서 고등공민학교 제1회 졸업
- 1955년 4월 9일 : 세정중학교 승격 인가(3학급 150명)
- 2004년 6월 5일 : 도서관 리모델링 완공
- 2005년 3월 1일 : 특수학급 신설
- 2009년 7월 15일 : 다목적 강당 신축
- 2009년 10월 8일 : 영어전용교실 구축
- 2011년 2월 25일 : 제5대 민수일 이사장 취임
- 2017년 3월 2일 : 제9대 장준영 교장 취임
- 2022년 1월 5일 : 제65회 졸업식
- 2022년 3월 2일 : 입학식(18명)

## 참고 자료
- 세정중학교 - 한국교육학술정보원 학교알리미